# Асан (Гуам)

Асан (англ. Asan, чамор. Assan) — деревня и муниципалитет на острове Гуам. Расположен на западе острова к югу от гавани Апра. Муниципалитет Асан-Майна объединяет Асан и Майна, поселение на холмах к востоку. Асан был основным местом высадки морских пехотинцев США во время освобождения Гуама от японцев во время Второй мировой войны. Парк Асан Бич входит в Национальный исторический парк «Война в Тихом океане».

## История

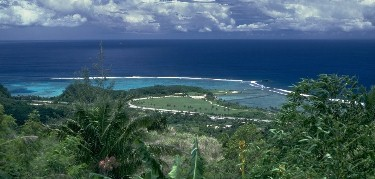
Национальный исторический парк «Война в Тихом океане» в Асане

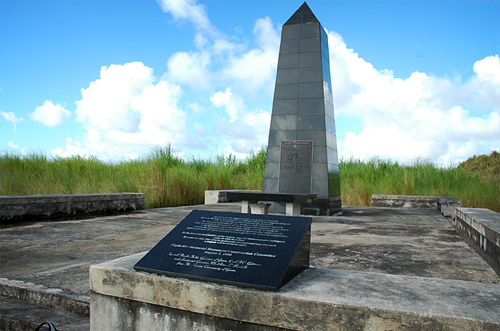
Мемориал в память о катастрофе Boeing 747 в 1997 году

21 июля 1944 года американские войска высадились в Асане, чтобы отбить остров у японских войск во время битвы за Гуам. 3-я дивизия морской пехоты высадилась в Асане в 08:28, а 1-я временная бригада морской пехоты — недалеко от Агата на юге. Японская артиллерия потопила 20 гусеничных десантных машин, но к 09:00 танки были на берегу у обоих пляжей. Морские пехотинцы США сражались с японскими войсками, укрепившимися на холмах над берегом, после создания плацдарма. В течение следующей недели американцы преследовали отступающие японские войска на север и в конце концов одержали победу в освободительной операции.
С апреля по ноябрь 1975 года бывший лагерь Асан использовался в качестве лагеря для южновьетнамских беженцев во время операции «Новая жизнь».
6 августа 1997 года рейс 801 Korean Air потерпел крушение на Нимиц-Хилл в Асане. Позже был построен мемориал.

## Демография
Население Агаты по переписи 2010 года составляет 2 137 человек.